# Weyregg am Attersee
Weyregg am Attersee est une commune autrichienne du district de Vöcklabruck en Haute-Autriche.